# Everyday I'm Drinking
Everyday I'm Drinking è il singolo di debutto del gruppo musicale russo Little Big, pubblicato il 1º aprile 2013.

## Antefatti
L'idea di concepire una canzone rave come sorta di scherzo per il giorno del pesce d'aprile è stata del cantante-blogger Il'ja Prusikin, già conosciuto sui social media russi grazie al Gaffi Gafa Show (in russo Шоу Гаффи Гафа?) una sorta di parodia dei tipici programmi per bambini.
In seguito, assieme alla regista Alina Pasok e alcuni suoi amici ha pubblicato il singolo con il nome di "Little Big", che prende spunto dalla notevole differenza d'altezza dei componenti della band, che inizialmente era composta da due ragazzi alti e due ragazze affette da nanismo.

## Promozione
Grazie all'inaspettato successo del singolo su YouTube, la band ha attirato l'attenzione di gruppi Rave già conosciuti come i Die Antwoord. Grazie a questi ultimi, il 2 luglio 2013, hanno fatto loro prima apparizione pubblica al club A2, come atto di apertura del loro concerto, avendo dunque la possibilità di promuovere il singolo.
L'anno successivo il singolo è stato inserito come primo estratto nell'album di esordio della band, With Russia from Love.

## Video musicale
Il video musicale della canzone è stato pubblicato il 1º aprile 2014 sull'account YouTube della band. 
Girato in sei giorni, in undici location diverse, in esso sono presenti vari riferimenti agli stereotipi della cultura russa, come il consumo eccessivo di alcool, la mancanza di prospettive future e l'uso di tute da ginnastica.

## Tracce
Testi di Ilj'a Prusikin, musiche di Sergej Makarov.
1. Everyday I'm Drinking – 2:53